# Veneca-barlang
A Veneca-barlang (bolgárul: пещера Венеца) Bulgáriában található. Helyileg a Vidin megyében lévő Dimovoi kistérségében található Oresec község területén. A turisták előtt megnyitott járatrendszer mindössze 3 kilométerre a van a fantasztikus szikláiról méltán híres Belogradcsiktól. A barlang a nevét a Veneca-hegyvonulatról kapta, amely a Balkán-hegységben található. 
A Veneca-barlangot 1970-ben, egy kőbánya művelése során fedezték fel, hossza 220 méter. A barlang feltárását és térképezését a belogradcsiki barlangászklub végezte el. Ez egy cseppkőbarlang, álló- és függőcseppkövekkel, cseppkőoszlopokkal, aragonit kristályokkal, szőlőfürtszerű képződményekkel és egyéb kalcitképződményekkel. Van itt egy képződmény, amelyet Szűz Máriáról neveztek el. 
A barlangot 2015-ben nyitották meg az utcai ruhás turisták előtt, az egész év folyamán látogatható, hétfő kivételével minden nap nyitva van. 

## Fordítás
- Ez a szócikk részben vagy egészben  a(z)   Венеца (пещера) című bolgár Wikipédia-szócikk fordításán alapul.  Az eredeti cikk szerkesztőit annak laptörténete sorolja fel. Ez a jelzés csupán a megfogalmazás eredetét és a szerzői jogokat jelzi, nem szolgál a cikkben szereplő információk forrásmegjelöléseként.